# NGC 7662
NGC 7662（Caldwell 22）は、アンドロメダ座にある惑星状星雲である。青い雪だるま星雲という名前でも知られる。
この星雲までの距離は正確には分かっていないが、Skalnate Pleso Catalogue (1951)によると、NGC 7662までの距離は約1800光年、直径は約2万天文単位とされている。より最近の調査であるC.R.O'Dell (1963)は、距離は約5600光年、直径は約5万天文単位と推定している。中央の恒星は変光星で、等級は12から16まで変化する。この星は連続スペクトルを持つ青色の矮星で、温度は約7万5000Kと計算される。惑星状星雲の核は、既知の最も温度の高い恒星の1つである。
NGC 7662は、観測者にとっても人気のある惑星状星雲であり、小さな望遠鏡でも星雲状の天体として観測される。倍率100倍の望遠鏡では、青色がかった円盤が見え、さらに大きな望遠鏡では、内部の色と明るさ変化が見える。

## ギャラリー

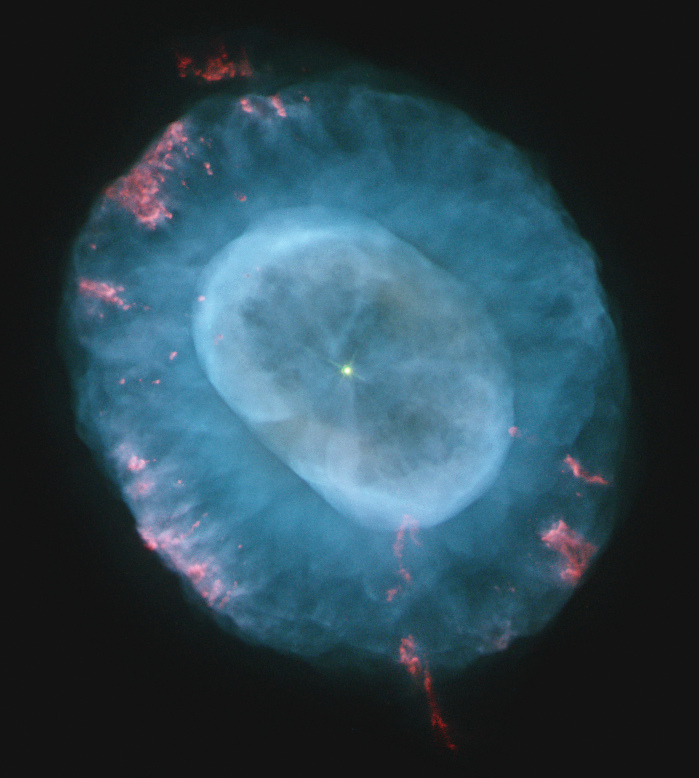
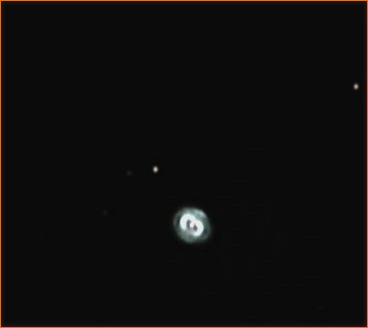